# Эга (река)
Э́га (исп. Río Ega) — река в северной Испании, левый приток реки Эбро.
Длина реки составляет 128,1 км, а площадь водосборного бассейна — 1522 км².
Бассейн реки находится на территории трёх провинций: Алава, Бургос и Наварра. Она берёт своё начало неподалёку от города Лагран (баск. Lagran), на высоте около 1002 метров над уровнем моря. Течёт на восток и северо-восток, а после города Эстелья (исп. Estella) поворачивает на юг. Впадает в Эбро ниже по течению от города Сан-Адриан (исп. San Adrián), на высоте приблизительно 287 метров над уровнем моря. Таким образом перепад высот между истоком и устьем реки составляет 715 метров, а средний уклон её русла — 0,56 %.